# Nicolae Ciupercă

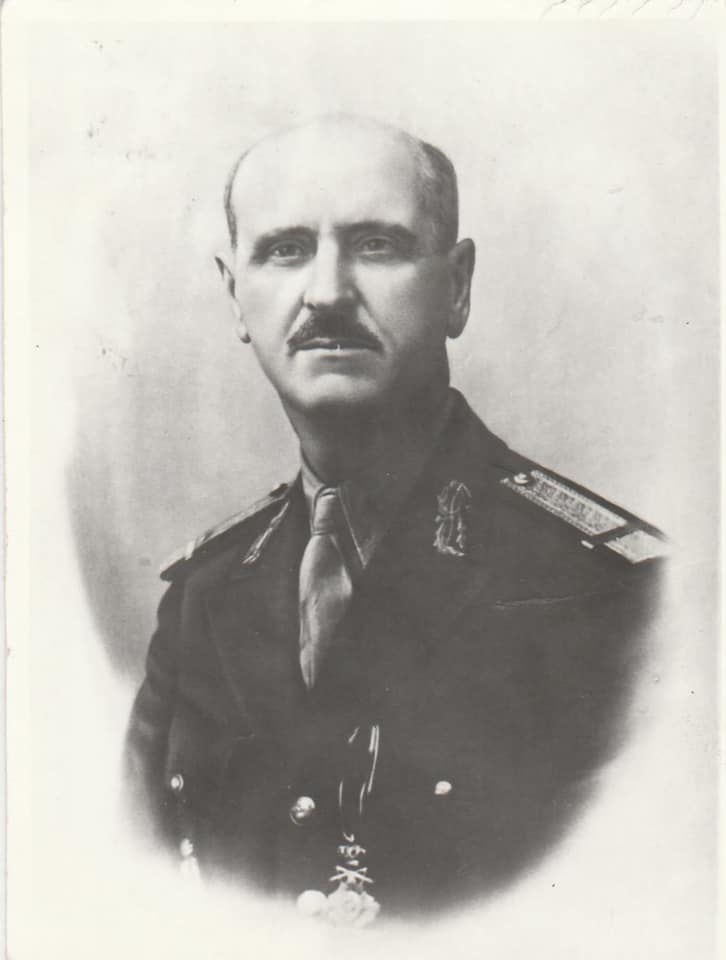
Nicolae Ciupercă (1940)

Nicolae Ciupercă (* 20. April 1882 in Râmnicu Sărat; † 25. Mai 1950 in Văcărești, Stadtteil von Bukarest) war ein rumänischer Armeegeneral. Er kommandierte im Zweiten Weltkrieg die 4. Armee.

## Leben
Zwischen 1900 und 1902 besuchte er die allgemeine Kriegsschule und erhielt den Rang eines Leutnants. 1907 wurde er zum Oberleutnant und 1911 zum Hauptmann befördert. Im selben Jahr wurde er in die Militärakademie aufgenommen, die er 1913 beendete. 1916 wurde er Major und 1920 Oberstleutnant. 1930 wurde er zum Brigadegeneral befördert.
Von 1937 bis 1938 übernahm er das Kommando über das III. Armeekorps und stieg zum Divisionsgeneral auf. Danach wurde er Verteidigungsminister. Am 2. Juni 1940 wurde er zum Befehlshaber der 4. Armee ernannt und versuchte während des Rückzugs aus Bessarabien jegliche Scharmützel mit den sowjetischen Truppen zu vermeiden.
1941 zum Armeegeneral aufgestiegen, bereitete er seine Truppen am Beginn der Operation Barbarossa darauf vor, die im Vorjahr verlorenen Gebiete zurückzuerobern. Die Offensive begann erst am 5. Juli 1941, aber das V. Korps wurde durch die sowjetische Verteidigung im Raum Tiganca festgenagelt. Dem III. Korps gelang es zwar, den Fluss Pruth zu überqueren, blieb dann aber auch stehen. Die Situation der 4. Armee wurde dank der Luftunterstützung schnell besser. General Ciuperca gab den Frontalangriff zugunsten einer Umfassung die Nordflanke des Feindes auf. Die 4. Armee folgte den sich zurückziehenden sowjetischen Truppen und konnte bis zum am 26. Juli den Fluss Dnjestr auf ganzer Breite erreichen.
Am 3. August wurde die Grenze von 1940 zu überschritten und die 4. Armee rückte in Richtung Odessa vor. Die sowjetische Küstenarmee war entschlossen, Odessa zu halten. Es war das erste Missverständnis zwischen dem General und seinen Vorgesetzten. Ciupercăs Truppen wurden durch das I. und IV. Korps verstärkt und begannen am 18. August den Angriff auf die Stadt. Während Marschall Antonescu und der Generalstab einen Generalangriff aus mehreren Richtungen befürworteten, schlug General Ciuperca die Konzentration an einer schmalen Landfront zwischen Dalnik und Tatarka vor. Weil seine Angriffe die Belagerung von Odessa trotz starker Übermacht nicht voranbrachten, wurde er am 10. September durch General Iosif Iacobici abgelöst und am 13. Oktober 1941 in den Ruhestand versetzt.
Nach dem Krieg trat Ciupercă der antikommunistischen Organisation Graiul Sangelui bei. Am 12. September 1948 wurde er von den kommunistischen Behörden verhaftet und im Gefängnis 64 von Jilava eingesperrt. Er starb am 25. Mai 1950 im Krankenhaus des Strafgefängnisses von Văcărești.